# Divandu albimarginatus
Рід Divandu є монотиповим
видом риб родини цихлові, він складається лише з виду Divandu albimarginatus Lamboj & Snoeks 2000